# Trey Day
Trey Day è il secondo album di Trey Songz, pubblicato dalla Atlantic Records nel 2007 e seguente I Gotta Make It.

## Il disco
Inizialmente la data di uscita era stata fissata il 12 giugno 2007, quando è stata posticipata al 2 ottobre. Il 27 settembre il disco era disponibile sul web.
I singoli estratti sono Wonder Woman (prodotto da Danja) e Can't Help but Wait (prodotto dal team Stargate). Ulteriori tracce sono state prodotte dallo stesso Trey Songz, The Runners, Bryan Michael Cox, Dre & Vidal e R. Kelly. il featuring più importante è quello del rapper Jim Jones (in Fly Togheter).
L'album ha debuttato alla posizione n.11 della Billboard 200 statunitense con 73000 copie vendute durante la prima settimana, ottenendo assai più successo di I Gotta Make It.

## Tracce
| #  | Titolo              | Scrittore/i | Produttore/i                                                  | Collaboratore | Durata |
| -- | ------------------- | --- | ------------------------------------------------------------- | ------------- | ------ |
| 1  | Intro: Trey Day     | Bernard Freeman | Bei Maejor                                                    | Bun B         | 1:09   |
| 2  | Long Gone Missin'   | Brandon Green, Tremaine Neverson, Troy Taylor                                                                                          | Bei Maejor                                                    |               | 3:35   |
| 3  | Wonder Woman        | Nathaniel Floyd Hills, Tremaine Neverson, Tamir "Nokio" Ruffin, Troy Taylor                                                            | Danja                                                         |               | 5:17   |
| 4  | No Clothes On       | Bernard Freeman, Andrew Harr, Jermaine Jackson, Tremaine Neverson, Troy Taylor                                                         | The Runners                                                   |               | 3:35   |
| 5  | Sex For Yo Stereo   | Tremaine Neverson, Tamir "Nokio" Ruffin, Mike Snoddy, Troy Taylor                                                                      | Mike Snoddy & Troy Taylor                                     |               | 3:39   |
| 6  | Last Time           | Quinton Amey, Bryan-Michael Cox, Kendrick A.J. Dean, Tremaine Neverson, Tamir "Nokio" Ruffin                                           | Bryan-Michael Cox (e co-prodotta da Kendrick "WyldCard" Dean) |               | 4:22   |
| 7  | Can't Help but Wait | Johntá Austin, Mikkel S. Eriksen, Tor Erik Hermansen                                                                                   | Stargate                                                      |               | 3:25   |
| 8  | Grub On             | R. Kelly, Tremaine Neverson, Tamir "Nokio" Ruffin                                                                                      | R. Kelly                                                      |               | 3:43   |
| 9  | Fly Together        | Eric Hudson, Jimmy Jones, Tremaine Neverson                                                                                            | Eric Hudson                                                   | Jim Jones     | 4:27   |
| 10 | Store Run           | The Clutch: Patrick "J.Que" Smith, Ezekiel "Zeke" Lewis, Balewa Muhammad, Candice Nelson, Tremaine Neverson, Vidal Davis, Andre Harris | Dre & Vidal                                                   |               | 4:38   |
| 11 | Missin' You         | Tremaine Neverson, Mikkel S. Eriksen, Tor Erik Hermansen                                                                               | Stargate                                                      |               | 3:35   |
| 12 | Role Play           | Tremaine Neverson, Tamir "Nokio" Ruffin, Troy Taylor                                                                                   | Troy Taylor                                                   |               | 3:59   |
| 13 | We Should Be        | James Harris III, Terry Lewis, Tremaine Neverson, James Q. Wright                                                                      | Jimmy Jam & Terry Lewis, James "Big Jim" Wright               |               | 5:57   |